# Kreisfeld (Hergisdorf)

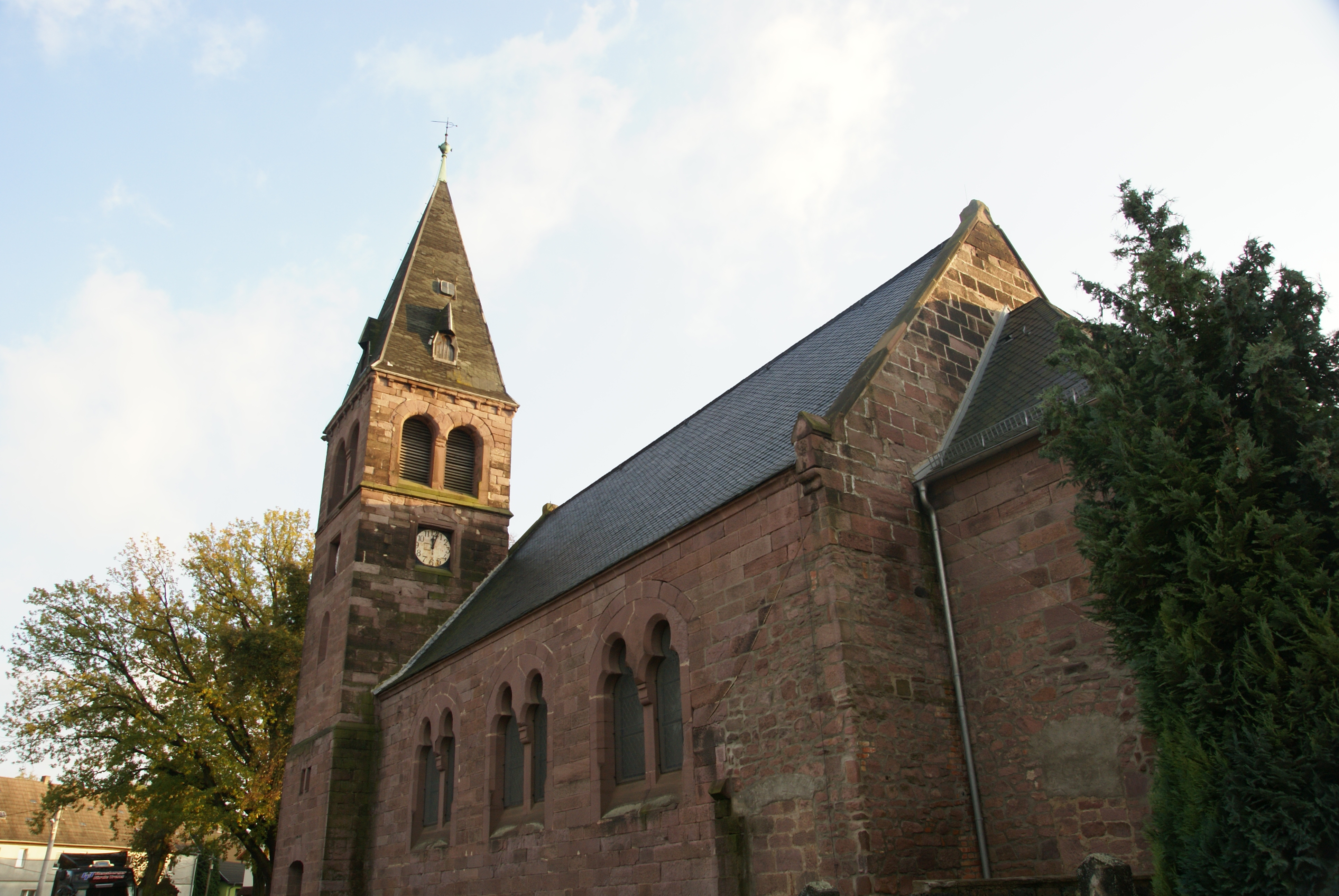
Der Turm der St.-Wigbert-Kirche prägt das Ortsbild

Kreisfeld ist ein Ortsteil der Gemeinde Hergisdorf (Sachsen-Anhalt).

## Geschichte
Der Ort wurde um 1184 als Crbezinvelt erstmals urkundlich erwähnt. Mit Wirkung vom 1. Juli 1950 wurde die ehemals selbständige Gemeinde nach Hergisdorf eingemeindet. Das Siedlungsgebiet der beiden Dörfer geht nahtlos ineinander über.
Das Ortsbild wird geprägt von der evangelischen St.-Wigbert-Kirche, die 1895 an der Stelle eines Vorgängerbaus errichtet wurde.